# Fallen (album)
Fallen este primul album al formației rock Evanescence lansat pe 4 martie 2003. Acest album i-a urcat pe membrii formației pe culmile gloriei, atât datorită pieselor bune cât și datorită solistei vocale, Amy Lee. Piese unice ca „My Immortal”,„Going Under” și „Bring Me To Life” le poți asculta la nesfârșit. Componența formației erau prietenii cofondatorilor Amy Lee și Ben Moody, John LeCompt, Rocky Gray și William Boyd, fiecare contribuind la cântecele Evanescence. Primul lor album, Fallen, a câștigat de 6 ori premiul Platinum, a stat 43 de săptămâni în Billboard Top 10 și a fost vândut în peste 14 milioane de copii în toată lumea. Fallen a stat șase săptămîni în topul albumelor din Anglia, fiind pe locul 1. În SUA, albumul a rămas în topuri peste 100 de săptămâni și a ajuns pe locul 3. Din aprilie 2005, Fallen e singurul album din istorie care a stat un an întreg (52 săptămâni) în Billboard Top 50. În total, Fallen a fost ascultat 104 săptămâni la Billboard Top 200, cu 6.6 milioane de copii în SUA.

## Înregistrarea
Albumul a fost înregistrat la Track Record Inc. & NRG Recording Studios (ambele în Hollywood-ul de Nord), Ocean Studios, (Burbank), Conway Recording Studios (Hollywood), (toate în California). Instrumentalul a fost înregistrat la The Newman Stage, 20th Century Fox.

## Track list
|     | Titlul                       | Muzica/text                                | Durata |
| --- | ---------------------------- | ------------------------------------------ | ------ |
| 1.  | "Going Under"                | B. Moody / A. Lee / D. Hodges              | 3:34   |
| 2.  | "Bring Me To Life"           | B. Moody / A. Lee / D. Hodges              | 3:58   |
| 3.  | "Everybody's Fool"           | B. Moody / A. Lee / D. Hodges              | 3:16   |
| 4.  | "My Immortal"                | B. Moody / A. Lee                          | 4:24   |
| 5.  | "Haunted"                    | B. Moody / A. Lee / D. Hodges              | 3:06   |
| 6.  | "Tourniquet"                 | B. Moody / A. Lee / D. Hodges / R. Gray    | 4:39   |
| 7.  | "Imaginary"                  | B. Moody / A. Lee                          | 4:17   |
| 8.  | "Taking Over Me"             | B. Moody / A. Lee / D. Hodges / J. LeCompt | 3:50   |
| 9.  | "Hello"                      | B. Moody / A. Lee / D. Hodges              | 3:40   |
| 10. | "My Last Breath"             | B. Moody / A. Lee / D. Hodges              | 4:08   |
| 11. | "Whisper"                    | B. Moody / A. Lee                          | 5:30   |
| 12. | "My Immortal" (Band version) | B. Moody / A. Lee / D. Hodges              | 4:33   |

### Ediția din Japonia
Released pe 22 iulie 2003
|     | Titlul                       | Muzica/Text                   | Durata |
| --- | ---------------------------- | ----------------------------- | ------ |
| 12. | "Farther Away"               | B. Moody / A. Lee / D. Hodges | 3:58   |
| 13. | "My Immortal" (Band version) | B. Moody / A. Lee / D. Hodges | 4:33   |

## Single-uri
- Imaginary

Piesa 7 de pe Fallen, a fost realizat ca single pentru radio în Spania.

## Sample-uri
| (audio)                                            | \| Going Under (info) \| \| "Going Under" de pe Fallen \| \| Bring Me to Life (info) \| \| "Bring Me to Life" de pe Fallen \| \| Everybody's Fool (info) \| \| "Everybody's Fool" de pe Fallen \| \| My Immortal (info) \| \| "My Immortal" de pe Fallen \| \| Probleme în audiția fișierelor? Vezi ajutor media. \| |
| Going Under (info)                                 | |
| "Going Under" de pe Fallen                         | |
| Bring Me to Life (info)                            | |
| "Bring Me to Life" de pe Fallen                    | |
| Everybody's Fool (info)                            | |
| "Everybody's Fool" de pe Fallen                    | |
| My Immortal (info)                                 | |
| "My Immortal" de pe Fallen                         | |
| Probleme în audiția fișierelor? Vezi ajutor media. | |

## Clasamente
| Clasamentul (2003/2004)            | Poziția |
| ---------------------------------- | ------- |
| U.S. Billboard 200                 | 3       |
| U.S. Billboard Top Internet Albums | 3       |
| Australia Top 50 Albume            | 1       |
| Austria Top 75 Albums              | 1       |
| Canada Top 50 Albumes              | 1       |
| Denmark Top 40 Albums              | 1       |
| Finland Top 40 Albums              | 1       |

| Clasamentul (2003/2004)    | Poziția |
| -------------------------- | ------- |
| France Top 100 Albums      | 2       |
| Germany Top 100 Albums     | 2       |
| New Zealand Top 40 Albums  | 2       |
| Norway Top 40 Albums       | 3       |
| Sweden Top 60 Albums       | 3       |
| Switzerland Top 100 Albums | 2       |
| U.K. Top 75 Albums         | 1       |

## Membri
- Amy Lee – voce
- Ben Moody – chitară
- David Hodges - pian, claviatură

### Colaboratori
- Francesco DiCosmo - chitară bas
- Josh Freese - tobe
- Paul McCoy - voce la "Bring Me to Life"